# InSight
InSight (Interior Exploration using Seismic Investigations, Geodesy and Heat Transport, ранее назывался Geophysical Monitoring Station — GEMS) — миссия НАСА в рамках программы «Дискавери» по доставке на Марс исследовательского посадочного аппарата с сейсмометром SEIS. Миссия InSight рассчитана на изучение внутреннего строения и состава Красной планеты. Расчётный срок работы аппарата — 728 дней (709 солов). Зонд создан на базе уже проверенной платформы — посадочного зонда «Феникс», который успешно работал в приполярных областях Марса. Стоимость миссии составляет около 480 млн долларов США (без учёта стоимости ракеты-носителя и затрат партнёров из Франции и Германии).
Разработка проекта осуществлялась Лабораторией реактивного движения (JPL), которая занималась разработкой марсоходов Спирит, Оппортьюнити и Кьюриосити.
В 2024 году при анализе сейсмических данных собранных аппаратом InSight на Марсе была обнаружена вода в жидком состоянии, она залегает на глубине 10-20 км. Объёмов воды, обнаруженных в средней коре Марса, хватило бы, чтобы покрыть всю Красную планету слоем жидкости толщиной 1,6 км.

## История

### Подготовка миссии
Проект InSight был одним из трёх финалистов (другие — Titan Mare Explorer (изучение спутника Сатурна Титана спускаемым аппаратом в море) и Comet Hopper (изучение эволюции комет)), получивших финансирование в размере $3 млн в мае 2011 года на детальную проработку концепции.
21 августа 2012 года NASA объявило, что в качестве победителя выбран проект InSight. Решение выделить финансирование на миссию InSight было принято в августе 2012 года. Выбор в пользу Insight был обусловлен относительно низкими финансовыми затратами на эту миссию, а также возможностью организовать её в кратчайшие сроки.
Изначально рассматривались 22 возможных места посадки зонда, число которых к сентябрю 2013 года сократилось до четырёх наиболее безопасных с точки зрения посадки: это в основном ровная местность с небольшим количеством камней и незначительным уклоном. Все посадочные места находятся в северном полушарии Марса на равнине Элизий. Каждый район посадки — эллипс длиной в 130 километров с востока на запад и 27 километров — с севера на юг. Место посадки будет определено с помощью камер высокого разрешения зонда MRO.
19 декабря 2013 года НАСА сообщило о выбранной для запуска аппарата InSight ракете-носителе — им стал Atlas V конфигурации 401. Запуск обойдётся в $160 млн.
17 ноября 2014 года компания Lockheed Martin сообщила о начале финальной сборки посадочного модуля.
22 декабря 2015 года на специальном брифинге NASA было объявлено, что запуск миссии, запланированный на март 2016 года, не состоится. Причиной этому стала выявленная неисправность ключевого инструмента посадочного аппарата — сейсмометра SEIS. Во время проводившихся 21 декабря тестов, при температурных условиях, сходных с рабочими на Марсе (-45 °C), была выявлена утечка в вакуумной камере сейсмодатчиков. Производитель сейсмометра, Космический центр Тулузы, сообщил, что не успеет устранить неполадки и завершить тестирование инструмента для запуска миссии в марте. Окно запуска миссии к Марсу в 2016 году было довольно короткое (с 4 по 30 марта), а следующее окно должно было возникнуть только через 26 месяцев, в 2018 году.
В марте 2016 года было подтверждено, что аппарат всё-таки будет запущен в 2018 году. Стартовое окно для запуска должно было открыться с 5 мая, прибытие к Марсу ожидалось 26 ноября 2018 года.

### Запуск и полёт
InSight запустили 5 мая 2018 года с базы Ванденберг в 04:05 по времени Тихоокеанского побережья (14:05 мск) при помощи ракеты-носителя Atlas V 401. Сначала станция была выведена на полярную орбиту вокруг Земли, а затем, после включения двигателей, вышла на траекторию полёта к Марсу. Вместе с основным аппаратом к Марсу запустили два кубсата MarCO-A и MarCO-B.
22 мая 2018 года аппарат InSight совершил первую из шести запланированных коррекций курса, включив на 40 секунд 4 из 8 своих двигателей.
К 6 августа 2018 года, когда InSight преодолел половину пути к Марсу, были успешно протестированы все бортовые инструменты зонда, в том числе сейсмометр SEIS (Seismic Experiment for Interior Structure), инструмент для измерения исходящих из недр планеты потоков тепла Heat Flow and Physical Properties Package (HP3), инструмент Rotation and Interior Structure Experiment (RISE), использующий радиосвязь аппарата с Землёй для оценки величины возмущений оси вращения Марса.

### Работа на поверхности
26 ноября 2018 года в 22:53 мск InSight совершил успешную посадку на поверхность Марса на равнину Элизий и передал первое изображение.

Анимация, показывающая установку сейсмометра SEIS на поверхность Марса роботизированной рукой аппарата InSight

7 декабря 2018 года космический зонд InSight, совершивший посадку на Марсе, передал на Землю аудиозапись звука ветра. Об этом в Twitter сообщил глава NASA Джим Брайденстайн.
19 декабря 2018 года при помощи роботизированной руки InSight установил сейсмометр SEIS на поверхность Марса на расстоянии в 1,6 метра от посадочной платформы.
13 февраля 2019 года объявлено об успешной установке на поверхность Марса второго выносного измерительного устройства — датчика теплового потока.
28 февраля 2019 года бур инструмента HP3 начал работать, но наткнулся на препятствие. 2 марта работу бура возобновили на четыре часа, но он не продвинулся дальше, поэтому бурение решили приостановить на две недели.
2 марта 2019 года космический аппарат Европейского космического агентства Trace Gas Orbiter при помощи бортового телескопа CaSSIS сделал снимок, на котором виден спускаемый аппарат InSight, парашют и две половины капсулы, которые защищали InSight во время его входа в атмосферу Марса — его теплозащитный экран и заднюю панель.
В апреле 2019 года НАСА сообщила, что французский сейсмометр SEIS зафиксировал первое марсотрясение. Ранее вероятное марсотрясение магнитудой 2,8 по шкале Рихтера было зафиксировано сейсмометром американского аппарата «Викинг-2» 6 ноября 1976 года. За полгода сейсмометр SEIS зафиксировал более 100 событий, 21 из которых — возможные марсотрясения.
Камера HiRISE установленная на орбитальном аппарате Mars Reconnaissance Orbiter недавно отправила домой отличные снимки аппарата InSight.
23 сентября 2019 года камера HiRISE американского зонда Mars Reconnaissance Orbiter сделала снимок места посадки InSight с высоты 272 км, на котором видно две круглые солнечные панели с обеих сторон корпуса посадочного модуля и яркое пятно, которое представляет собой куполообразную защитную крышку над сейсмометром SEIS.
С момента прибытия зонда InSight на Марс французский сейсмометр SEIS за более чем год зафиксировал 322 марсотрясения. Два самых крупных марсотрясения произошли в геологически активной зоне Борозды Цербера, которая находится примерно в 1600 км от места посадки зонда.
В начале марта 2021 года, чтобы уменьшить уровень шумов в данных сейсмометра SEIS, зонд InSight начал при помощи ковша, установленного на конце 2,4-метровой роботизированной руки, IDA засыпать шлейф, соединяющий сейсмограф со станцией и отвечающий за передачу энергии и данных, песком, чтобы уменьшить суточные перепады температуры шлейфа. 15 марта ковш засыпал первой партией грунта защитный колпак сейсмометра. 7 и 18 марта 2021 года SEIS зафиксировал два марсотрясения магнитудой 3,3 и 3,1 по шкале Рихтера. Два новых сильных марсотрясения были выявлены спустя почти два земных года после регистрации двух сильнейших марсотрясений магнитудой 3,5 и 3,6 по шкале Рихтера.
В мае 2021 года команда InSight успешно опробовала новый метод очистки солнечных панелей аппарата от осевшей на них пыли. Станция высыпала при помощи ковша песок вблизи одной из солнечных панелей, чтобы песчинки, подхваченные порывом ветра, сбили часть пыли с панели. Это привело к увеличению количества вырабатываемой панелями электроэнергии.
19 декабря 2022 года НАСА сообщило о том, что уровень заряда сейсмографа InSight упал до рекордно низкого уровня и вскоре устройство выйдет из строя. Завершение миссии отметили прощальным фото, на котором видно посадочный модуль, солнечные панели которого покрыты плотным слоем пыли.
22 декабря 2022 года НАСА объявило о прекращении миссии марсианского посадочного зонда InSight. Об этом сообщает пресс-служба Лаборатории реактивного движения. За 4 года работы на Марсе InSight зафиксировала 1319 марсотрясений, самое мощное из которых имело магнитуду 4,7. Она сделала немало научных открытий — определила основные границы раздела слоев Марса, составила детальную схему подповерхностных слоев, оценила размеры ядра Красной планеты, выявила сезонность марсотрясений и связала некоторые из них с падениям крупных метеоритов.
В 2024 году были опубликованы результаты проведенного под руководством Вашана Райта, геофизика из Калифорнийского университета в Сан-Диего анализа данных, собранных аппаратом InSight. Исследователи пришли к выводу, что наличие жидкой воды в коре Марса на глубине 11,5 — 20 км наиболее правдоподобно объясняет полученные данные.

## Цели программы
В течение двух лет InSight будет изучать внутреннюю структуру Марса, регистрируя подземные толчки. Они могут возникать по разным причинам, в частности, в результате падения метеоритов, которые не сгорают в более разреженной марсианской атмосфере. Первые попытки таких исследований проводились с использованием сейсмографов на спускаемых аппаратах «Викинг-1» и «Викинг-2», запущенных к Марсу в 1975 году. Однако на «Викинге-1» этот прибор не заработал после посадки, а на «Викинге-2» не имел достаточной чувствительности, поскольку был установлен не на марсианской почве, а на спускаемом аппарате. InSight оснащён гораздо более совершенной аппаратурой, которая, как ожидается, будет регистрировать как падения метеоритов, так и глубинные процессы. Кроме того, на автоматической станции, которая будет оставаться в одной точке на протяжении всего цикла исследований, установлена аппаратура для замера температуры подпочвенных слоёв, а также бур длиной шесть метров. На поверхности станции установлены средства радиосигнализации, которые позволят точно замерять параметры движения Марса по орбите. Запланированная длительность миссии: 728 дней (709 солов). Ожидаемый объём научной информации для передачи на Землю — 29 ГБ. Плановое завершение миссии — ноябрь 2020 года.
Научными целями программы InSight являются:
- Изучение геологической эволюции планет земной группы Солнечной системы, таких как Марс и Земля, путём изучения внутренней структуры и процессов протекающих в толще марсианского грунта[1][4][46]:
  - Определение размера, состава и агрегатного состояния ядра планеты;
  - Определение толщины и структуры коры;
  - Определение состава и структуры мантии;
  - Определение температуры внутренностей Марса;
- Изучение современного уровня тектонической активности и частоты падения метеоритов[1][46]:
  - Изучение силы, частоты и географического распределения тектонической активности;
  - Исследование частоты падения метеоритов.

## Технические характеристики
При создании посадочного модуля InSight использованы многие из инженерных решений, применённых при создании зонда Phoenix, совершившего посадку в 2007 году неподалёку от северного полюса Марса.
Энергоснабжение — солнечные панели.
Манипулятор.
Возможность перемещения не предусмотрена.
Глубина погружения пенетратора — 6 м.

### Научные инструменты

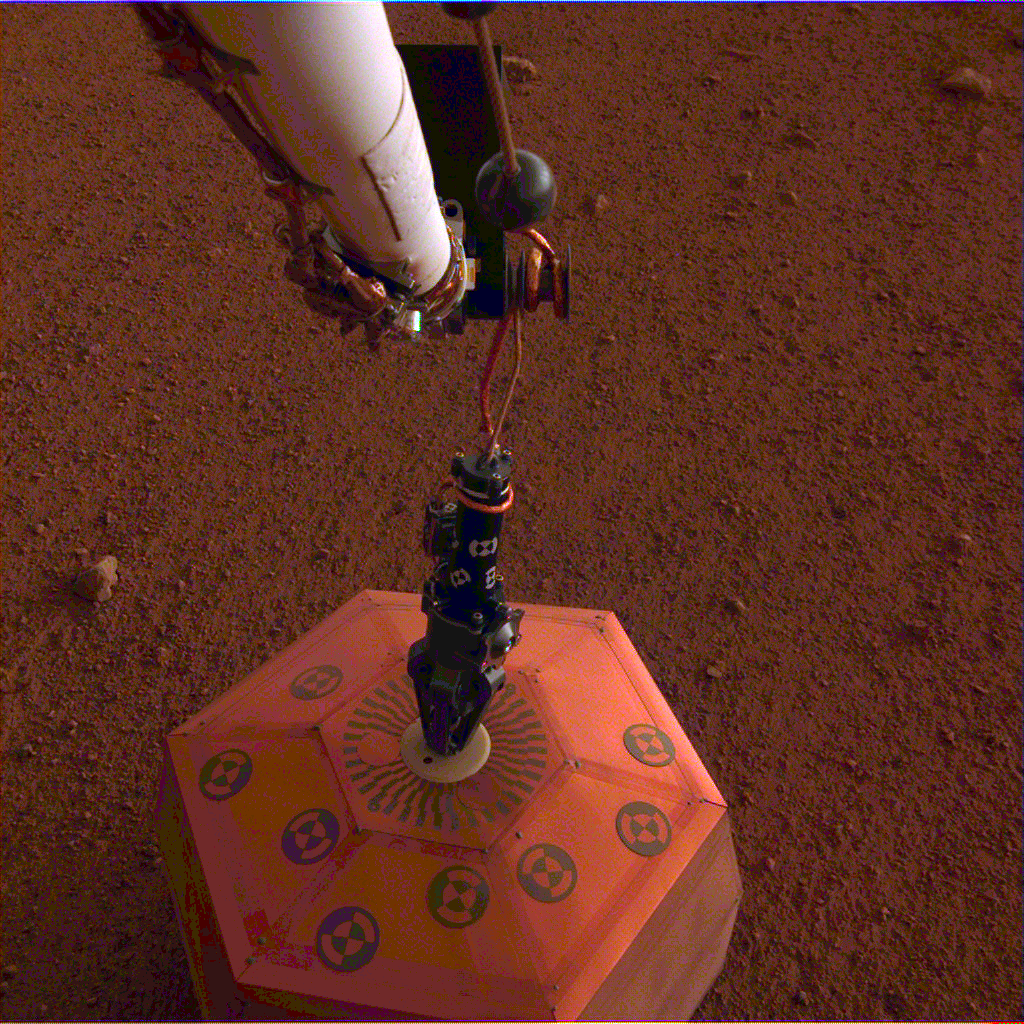
Сейсмометр SEIS, установленный на марсианской поверхности

Посадочный аппарат InSight оборудован тремя инструментами и двумя камерами:
- Seismic Experiment for Interior Structure (с англ. — «сейсмический эксперимент внутренней структуры», SEIS) — сейсмометр для прецизионного измерения тектонической активности Марса[47]. Предоставлен национальным центром космических исследований Франции при участии парижского института геофизики, швейцарского федерального технологического института, института исследований Солнечной системы[нем.] Общества Макса Планка, имперского колледжа Лондона и лаборатории реактивного движения НАСА[1]. Стоимость инструмента составляет 42 млн $.
- Heat Flow and Physical Properties Package (с англ. — «набор изучения теплового потока и физических свойств», HP3) — зонд, предназначенный для измерения теплового потока под поверхностью Марса. Планируется, что инструмент пробурит 5-метровую скважину, что превосходит все предыдущие инструменты для сбора образцов — скребки, буры, манипуляторы. Это позволит определить, какое количество тепла исходит из внутренних слоёв Марса[47]. Инструмент предоставлен германским центром авиации и космонавтики[1].
- Rotation and Interior Structure Experiment (с англ. — «эксперимент вращения и внутренней структуры», RISE) — эксперимент по прецизионному измерению колебаний Марса под воздействием Солнца. Путём измерения доплеровского смещения и изменений в длительности серии радиопередач между зондом InSight и Землёй планируется определить внутреннее строение Марса. Эксперимент подготовлен лабораторией реактивного движения НАСА.
- Первая камера, аналогичная «NavCam», установленной на марсоходы «Спирит», «Оппортьюнити» и Mars Science Laboratory, установлена на руку спускаемого аппарата и послужит для чёрно-белой съёмки инструментов на борту и создания трёхмерных изображений поверхности, на которую будут установлены сейсмометр SEIS и зонд теплового потока HP3. Кроме того, камера будет использована для получения панорамы окружающей поверхности. Поле зрения камеры составляет 45°.
- Вторая камера с аналогичными характеристиками и полем зрения 120° похожа на камеры марсоходов «HazCam» и установлена на нижней поверхности посадочного модуля, обеспечивая дополнительный вид на места работы инструментов SEIS и HP3.

## Увековечивание имён
На сайте NASA была помещена форма, все заполнившие которую могли увековечить своё имя в истории освоения Марса. Все имена были записаны на специальный микрочип, который отправился в 2018 году к Красной планете в рамках космической миссии InSight.